# Куприй, Виталий Николаевич
Виталий Николаевич Куприй (укр. Віталій Миколайович Купрій; род. 20 августа 1973, Днепродзержинск, Днепропетровская область) — украинский политик, правозащитник, народный депутат Украины 8-го созыва. Председатель Правления общественной организации «Всеукраїнське об'єднання правників «Маємо Право!».

## Биография
Родился Виталий Куприй 20 августа 1973 в городе Каменское.

### Образование
В 1990 году с серебряной медалью окончил СШ № 29. В 1995 г. окончил Днепропетровский университет по специальности экономист.
1997-1998 гг. - Колледж при Национальной горной академии, специальность «Переводчик английского языка».
В 2002 году окончил Австралийский университет им. Макквори по специальности «магистр делового администрирования» (высшая степень в управлении).
В 2011-2013 годах учился в МАУП (специалист в области права), а в 2012-2013 годах учился в Институте политического образования г. Киев для повышения квалификации депутата и получения опыта государственного управления стран ЕС.
2016-2018 гг. - Институт законодательства Верховной Рады Украины, аспирантура, специальность «Конституционное право».
В 2019 г. защитил диссертацию на тему: «Конституционный процесс: вопросы конституционно-правовых ограничений». Кандидат юридических наук.

### Предпринимательская деятельность
В 1991 году в возрасте 18 лет Виталий становится основателем и директором малого предприятия «ОСБЕНД». В течение почти 4 лет он занимался торговлей оргтехникой, одеждой и видеоаппаратурой.
В конце 1994 года занялся импортом товаров из Турции. Этому он посвятил почти 10 лет своей жизни. Начинал с торговли верхней одеждой на рынках Днепра и Каменского. В следующем году на предпринимателя работало около двадцати рабочих. Однако его деятельность привлекла внимание преступных группировок и бизнес Куприя стал целью рэкетиров. В результате на Виталия и членов его семьи было совершено несколько нападений.
В 1997 г. Виталий вместе со своей семьей приобрели магазин в центре Каменского и организовали в нем продажу одежды, сосредоточив внимание на продаже деловых мужских костюмов и женских нарядов. В 2004-магазин был сдан в аренду, а Куприй занялся бизнесом в сфере недвижимости и наружной рекламы.

### Политическая деятельность
Участвовал в проведении избирательных кампаний в центральном аппарате партии «Наша Украина» в Киеве, однако в 2006-покинул ряды политической силы и вернулся в Каменское. Занял второе место на внеочередных выборах мэра Каменского в марте 2008 года. К 2010 году возглавлял Альтернативный исполком г. Каменского. В октябре 2010 года избран депутатом Каменского городского совета.
В 2012 году баллотировался в Верховную Раду по округу № 30 (город Каменское, Заводской район) - путем самовыдвижения. Получил результат в 14.88% (8420 голосов «за»). Во время Революции достоинства - очередной комендант КГГА, глава юридической службы.
В апреле 2014 года возглавил Комиссию по борьбе с коррупцией и преступностью в г. Каменское. Был советником председателя Днепропетровской ОГА по вопросам правоохранительных органов и борьбы с преступностью, внештатным советником Министра экологии по борьбе с коррупцией.
На внеочередных выборах в Верховную Раду Украины в 2014 году выиграл на мажоритарном округе № 29 в Днепропетровской области, опередив ближайшего соперника на 11% голосов. С 27 ноября 2014 до 29 августа 2019 - народный депутат Украины. Заместитель председателя Комитета ВРУ по вопросам законодательного обеспечения правоохранительной деятельности. После принятия присяги депутата вступил во фракцию Блока Петра Порошенко, однако в марте 2015 года вышел из нее. Июнь 2015 - июль 2018 гг. - член партии «Укроп», заместитель председателя Комиссии партийного контроля.
В 2019 году баллотировался на очередных выборах Президента Украины как самовыдвиженец .

### Общественная деятельность
С апреля 2007 года и до сих пор - Председатель Правления общественной организации «Всеукраїнське об'єднання правників «Маємо Право!» (первоначально называлась «Дніпродзержинська правозахисна спілка»).

### Нападение
16 августа 2019 г. на Куприя в Гостомеле Киевской области было совершено нападение. Около 10:00 двое мужчин напали на Виталия, использовав слезоточивый газ «Терен-4» и облили жидкостью с резким запахом . 16 августа был задержан один из нападавших, 23-летний гражданин России по имени Руслан с видом на жительство на Украине .

## Личная жизнь
Женат, имеет троих детей.
Отец, Куприй Николай, происходит из известного казацкого рода Клешни. Родился и вырос в селе Клешнивка на Днепропетровщине. Работал в Каменском слесарем на металлургическом заводе, однако после травмы, полученной на производстве, вместе с семьей переехал в с. Елизаветовка.
Мать Виталия - Куприй Стефания - родилась в селе Берездовцы Николаевского района Львовской области. Происходит она из украинского села Ямная Долишняя Лемковского края. Работала на металлургическом заводе в Каменском, где и познакомилась со своим мужем.

## Хобби
Увлекается философией и психологией, публикует научные работы. Написал книгу «Зло, которое правит миром, или Путь к счастью». Активно занимается спортом (парусный яхтинг), кандидат в мастера спорта по пауэрлифтингу. Свободно владеет английским языком. Старший лейтенант запаса Вооруженных сил Украины.